# Luisa de Alba
Luisa de Alba (* 17. Dezember 2003 in Zapopan, Jalisco) ist eine mexikanische Fußballspielerin, die im Angriff agiert.

## Leben
De Alba begann ihre Laufbahn Anfang 2020 bei Chivas Femenil, mit denen sie in der Clausura 2022 die mexikanische Frauenfußballmeisterschaft und den Campeón de Campeones Femenil gewann.
Nach dreieinhalb Jahren in Diensten von Chivas Femenil wechselte De Alba zur Saison 2023/24 zu  Santos Laguna Femenil und steht seit Juli 2024 beim Club Puebla Femenil unter Vertrag.